# 海地奥林匹克委员会
海地奥林匹克委员会（法語：Comité olympique haïtien，IOC编码：HAI）是代表海地的国家奥林匹克委员会。海地奥林匹克委员会成立于1914年，并于1924年获得国际奥林匹克委员会的认可。该组织也是泛美体育组织的成员。

## 外部连结
- 官方网站 （英文）